# PGA of Sweden National
The PGA of Sweden National is een golfcomplex in Torup in Götaland, het zuidelijkste landsdeel van Zweden.
In navolging van de Amerikaanse PGA, die al in 1980 de PGA National Golf Club oprichtte, en de Franse PGA die in 1990 Le Golf National opende, besloot de Zweedse PGA in 1996 om ook een nationaal golfcomplex op te richten. Nadat enkele investeerders hun bijdrage hadden toegezegd, werd een terrein van minimaal 275ha gezocht. In overleg met golfbaanarchitect Kyle Phillips werd de grond bij het voormalige kasteel Torup aangekocht. 
Er werden twee golfbanen door Kyle Phillips aangelegd, de Links Course en de Lakes Course. Er is ook een par-3 baan met negen holes.

## Links Course en Lakes Course
De Links Course werd op 12 juni 2009 geopend. De baan heeft twintig meter hoogteverschil. Er staat slechts één boom op, zodat de wind vrij spel heeft.
Toen ook de Lakes Course klaar was werd op 29 mei 2010 het gehele complex geopend door Peter Hanson, winnaar op de Europese Tour. Een maand later was de baan open voor het publiek. Het meer van de Lakes Course ligt langs de rechterkant van hole 9 en langs de hele linkerkant van hole 17 en 18. Op deze baan werd in 2014 de Nordea Masters gespeeld.

## Scorekaarten
| Hole   | Par    | Meter  |        | Hole   | Par    | Meter |
| ------ | ------ | ------ | ------ | ------ | ------ | ----- |
| 1      | 4      | 320    |        | 10     | 4      | 405   |
| 2      | 5      | 495    |        | 11     | 5      | 575   |
| 3      | 4      | 375    |        | 12     | 4      | 390   |
| 4      | 4      | 410    |        | 13     | 3      | 200   |
| 5      | 3      | 120    |        | 14     | 4      | 450   |
| 6      | 4      | 435    |        | 15     | 5      | 490   |
| 7      | 3      | 200    |        | 16     | 4      | 385   |
| 8      | 5      | 515    |        | 17     | 3      | 205   |
| 9      | 4      | 425    |        | 18     | 4      | 440   |
| Out    | 36     | 3295   |        | In     | 36     | 3540  |
| Totaal | Totaal | Totaal | Totaal | Totaal | Totaal | 6835  |

| Hole   | Par    | Meter  |        | Hole   | Par    | Meter |
| ------ | ------ | ------ | ------ | ------ | ------ | ----- |
| 1      | 5      | 500    |        | 10     | 4      | 400   |
| 2      | 4      | 400    |        | 11     | 5      | 505   |
| 3      | 4      | 380    |        | 12     | 4      | 380   |
| 4      | 3      | 205    |        | 13     | 4      | 405   |
| 5      | 4      | 234    |        | 14     | 4      | 305   |
| 6      | 3      | 155    |        | 15     | 3      | 181   |
| 7      | 4      | 440    |        | 16     | 4      | 435   |
| 8      | 5      | 584    |        | 17     | 3      | 191   |
| 9      | 4      | 435    |        | 18     | 5      | 550   |
| Out    | 36     | 3333   |        | In     | 36     | 3352  |
| Totaal | Totaal | Totaal | Totaal | Totaal | Totaal | 6685  |

De twee greens van hole 18 liggen voor het clubhuis. De golfleraar is John Grant, die voorheen 23 jaar op de Ystad Golf Club werkte.

## Trivia
Kasteel Torup is bekend van De lieve Lilleham.